# Maphόrion

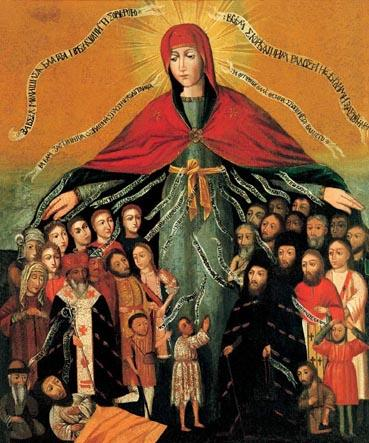
Protection de la Vierge Marie. Ukraine XVIIe siècle. La Vierge est vêtue d'un maforii.

Le maphόrion ou maforii (du grec μαφόριον, maforion, apocope d'omophorion) est un manteau, vêtement féminin d'extérieur, couvrant la tête et les épaules . Le maforii de Notre-Dame est une relique sainte très renommée, liée à sa mémoire. En l'année 474, elle a été ramenée de Palestine et déposée à la basilique Sainte-Marie-Mère de Dieu au Quartier des Blachernes à Constantinople. Les icônes représentent traditionnellement la Sainte-Vierge avec une maforii de couleur rouge « framboise ».